# Fujifilm
Fujifilm Holdings Corporation, или Fujifilm, (яп. 富士フイルム株式会社 Фудзифуируму кабусики гайся) — японская компания, наиболее известная как производитель фотоаппаратов, фотоплёнки, киноплёнки и фотоминилабораторий. Также компания выпускает медицинскую технику, расходные материалы для киноиндустрии, компьютеров (CD-R, DVD-R и т. д.) и другие товары. В России компания также известна как Фуджифильм. Fujifilm вошла в список 100 самых инновационных мировых компаний 2013 года по версии агентства Thomson Reuters.
Fujifilm является крупнейшим мировым производителем фототоваров, имеющим лаборатории, фабрики и представительства в Азии, Европе и Северной Америке. Главный офис компании находится в Минато (Токио, Япония).
31 марта 2021 года Fujifilm Holdings объявила об уходе своего генерального директора и главы правления Сигетаки Комори, которому исполнился 81 год и который возглавлял компанию с 2003 года.
В апреле 2021 года компания представила Instax Mini 40. Это первая фотокамера мгновенной печати с новыми картриджами Contact Sheet, стилизующими готовые снимки под плёночные.

## История
Компания начала работать в 1934 году. Первой их продукцией стала профессиональная 35-мм киноплёнка. Спустя два года, в 1936 году к ассортименту добавилась любительская фотоплёнка. В 1939 году организация создала исследовательскую лабораторию Ashigara Research Lab, исследования которой позволили Fuji выпустить их первую цветную плёнку в 1948 году.
В середине 1950-х компания принимает решение о выходе на рынок магнитных носителей. Для этого в 1954 Fuji создаёт лабораторию по исследованию магнитных технологий и в 1960 начинает производственный выпуск магнитных лент. В 1963 ассортимент расширяется двухдюймовой видеолентой для домашнего телевидения.

## Продукция

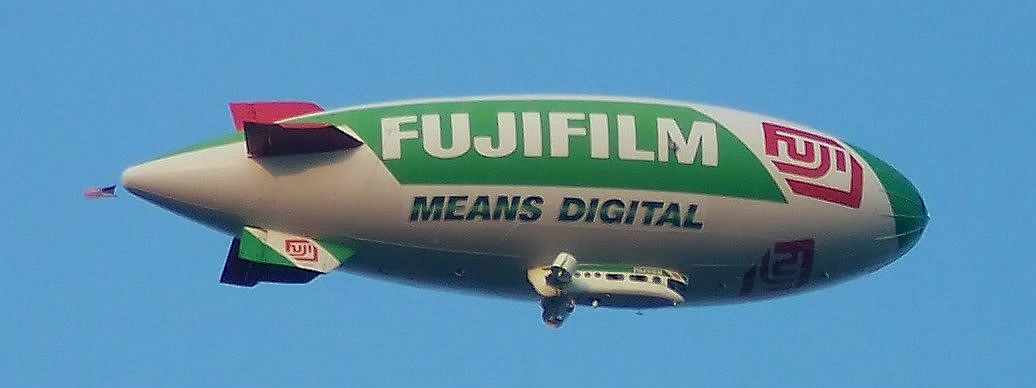
Дирижабль с символикой Fujifilm

Последние 20 лет продукция компании Fujifilm постоянно получает награды ассоциации TIPA.
Продукция компании:
- Цветная обращаемая (слайдовая) плёнка Fujichrome.
- Слайдовая плёнка Velvia, позиционируемая как плёнка для съёмки природы и пейзажей.
- Слайдовая плёнка Provia, отличающаяся от Velvia более естественными цветами.
- Слайдовая плёнка Astia для студийной и портретной съёмки.
- Слайдовая плёнка Sensia для фотолюбителей.
- Фотоплёнка (негативная) Fujicolor.
- Pro 400H (в прошлом — NPH): профессиональная фотоплёнка для портретной фотографии.
- Pro 800Z (в прошлом — NPZ): высокочувствительная плёнка для фотожурналистов.
- Фотоплёнки Pro 160C и Pro 160S (в прошлом — NPC и NPS): плёнка с четырьмя чувствительными к голубому слоями.
- Superia: широкоформатная плёнка.
- Superia Reala: для портретной и пейзажной съёмки.
- Superia X-TRA: для фотолюбителей.
- Nexia: плёнка формата APS.
- Press: аналог плёнки Superia, ориентированный на профессиональных фотографов.
- Серия среднеформатных плёночных фотоаппаратов Fuji GX680.
- Серия зеркальных плёночных фотоаппаратов Fujica.
- Серия компактных фотоаппаратов Fuji. В 1984 году выпущен Fuji HD-M (аббревиатура расшифровывается как "«сверхмощный двигатель») — один из первых серийных 35 мм фотоаппаратов с водонепроницаемым корпусом для погружения до 2 метров и автоэкспозицией. Установлен объектив Fujinon 38 мм 1:2.8 (4 элемента в 3 группах).
- Fuji создала единственный в своём роде дальномерный панорамный фотоаппарат для 35-мм плёнки — Fuji TX-1 и Fuji TX-2. Размер кадра составлял 24×65 мм, а также мог переключаться на традиционный 24×36. Этот фотоаппарат в Европе выпускался под брендом Hasselblad Xpan. Также Fuji производила панорамные фотоаппараты серий GX617 и G617, использующие плёнку типа 120. Fuji GX617 считается одним из лучших панорамников.

Цифровые фотокамеры
- Зеркальные фотокамеры с байонетом Nikon F и технологией Super CCD: S1 Pro, S2 Pro, S3 Pro, S5 Pro и IS Pro — модернизированная Fujifilm FinePix S5 Pro для съемки в IR (Infra Red) и UV (Ultra Violet) спектрах.
- Компактные фотокамеры FinePix.
- Компактные фотокамеры класса премиум[8], в том числе без НЧ-фильтра: Х10, X20, X30, X70, X100, X100S, X100T, Х100F, Х100V.
- Среднеформатные фотокамеры с байонетом GF: GFX 50R, GFX 50S, Fujifilm GFX 50S II, GFX 100.
- Системные фотокамеры с матрицей формата APS — C и байонетом Fujifilm X:
  - Серия А: X-A1, X-A2, X-A3, X-A5, X-A7, X-A10.
  - Серия Е: X-E1, X-E2, X-E2s, X-E3, X-E4, X-E5 (представлена 12.06.2025).
  - Серия Н: X-H1, X-H2s, X-H2.
  - Серия M: X-M1, X-M5.
  - Серия Х-Pro: X-Pro1, Х-Pro2, Х-Pro3.
  - Серия S: X-S10, X-S20 (представлена 24.05.2023 г.).
  - Серия Т: X-T1, X-T1 IR (с возможностью в ИК съёмке), X-T2, X-T3, X-T4, X-T5, X-T10, X-T20, X-T30, X-T30 II, X-T100, X-T200).

- Оптические устройства Fujinon.
  - Объективы Fujinon XF
  - Объективы Fujinon GF
  - Бинокли
- Другая продукция
  - Фотобумага
  - Бумага для струйных принтеров.
  - Магнитные носители данных (включая аудиокассеты, видеокассеты и дискеты).
  - Оптические носители данных (DVD и CD, производимые по заказу Ritek, Taiyo Yuden и Philips.
  - Фототехническая плёнка для полиграфии.
  - Плёнка для рентгенологических исследований.
  - Материалы, используемые при производстве LCD-дисплеев.
  - Киноплёнка Fuji (многие фильмы Стивена Спилберга сняты именно на неё).
  - Оборудование и расходные материалы для мини-фотолабораторий.
  - Медицинское оборудование.